# Cabinet Ringstorff II
Pour les articles homonymes, voir Cabinet Ringstorff.
Le cabinet Ringstorff II était le gouvernement régional (Landesregierung) du Land de Mecklembourg-Poméranie-Occidentale entre le  6 novembre 2002 et le 7 novembre 2006.
Il était dirigé par le Ministre-président social-démocrate Harald Ringstorff et soutenu par une « coalition rouge-rouge » entre le Parti social-démocrate d'Allemagne (SPD) et le Parti du socialisme démocratique (PDS).
Il succéda au cabinet Ringstorff I et fut remplacé par le cabinet Ringstorff III.

## Composition
| Portefeuille                                                            | Titulaire | Titulaire             | Parti |
| ----------------------------------------------------------------------- | --------- | --------------------- | ----- |
| Ministre-président                                                      |           | Harald Ringstorff     | SPD   |
| Vice-Ministre-président Ministre de l'Environnement                     |           | Wolfgang Methling     | PDS   |
| Ministre de l'Intérieur                                                 |           | Gottfried Timm        | SPD   |
| Ministre de la Justice                                                  |           | Erwin Sellering       | SPD   |
| Ministre des Finances                                                   |           | Sigrid Keler          | SPD   |
| Ministre de l'Économie                                                  |           | Otto Ebnet            | SPD   |
| Ministre de l'Alimentation, de l'Agriculture, des Forêts et de la Pêche |           | Till Backhaus         | SPD   |
| Ministre de l'Éducation, de la Science et de la Culture                 |           | Hans-Robert Metelmann | Sans  |
| Ministre du Travail, de la Construction et du Développement régional    |           | Helmut Holter         | PDS   |
| Ministre des Affaires sociales                                          |           | Marianne Linke        | PDS   |